# Sergej Solovjov
Sergej Mihajlovič Solovjov (rus. Сергей Михайлович Соловьёв); Moskva, 17. svibnja 1820. — Moskva, 16. listopada 1879.) bio je ruski povjesničar.

## Životopis
Rodio se u svećeničkoj obitelji. Bogata kućna biblioteka razvila je kod njega ljubav prema čitanju i rano ga vezala uz povijesna djela, a otac Mihail Vasiljevič (1791.—1861.) usadio mu je ljubav prema narodu i iskreni kršćanski moral.
Studirao je povijest na moskovskom sveučilištu kod osnivača ruske medijevistike T. Granovskog, potom je kao učitelj djece grofa Stroganova od 1842. do 1844. godine putovao po Europi. Usput je slušao predavanja uglednih sveučilišnih profesora. Po povratku u Moskvu magistrirao je 1845. godine temom „O odnosu Novgoroda prema velikim kneževima“. Godine 1847. doktorira temom „Povijest odnosa među ruskim knezovima Rjurikova doma“. Od iste godine je profesor moskovskog sveučilišta. Od pedesetih do sedamdesetih godina 19. stoljeća objavio je brojne znanstvene radove, eseje, članke i prikaze vođen principom koji je izrazio u svojim „Povijesnim pismima“: znanost mora odgovoriti na pitanja života. Od 1864.-'70. dekan je Povijesno-filološkog fakulteta, a od 1871. do 1877. godine rektor moskovskog sveučilišta. Zadnjih godina života bio je predsjednik Moskovskog društva ruske povijesti i starina i upravnik Palače oružja Moskovskog kremlja (rus. Оружейная палата).
Bio je učitelj carevića Nikole i budućeg cara Aleksandra III.
Njegov sin Vladimir Sergejevič Solovjov postao je istaknuti ruski filozof, povjesničar, pjesnik, novinar i književni kritičar. Igrao je značajnu ulogu u razvoju ruske poezije i filozofije krajem 19. i početkom 20. stoljeća, a bio je i veliki prijatelj hrvatskog biskupa Josipa Jurja Strossmayera te Franje Račkoga. Drugi sin Vsevolod S. Solovjov postao je pisac povijesnih romana i kronika.

## Znanstvena djela
Njegovo najveće djelo je opširna „Povijest Rusije od najstarijih vremena“ (rus. Истории России с древнейших времён) (do 1774.), koja je nadmašila sva dotadašnja djela iste vrste. Od godine 1851. do smrti je napisao 29 svezaka. Posljednji tom je objavljen postumno. Ovaj iscrpan prikaz ruske povijesti je drugi veliki prikaz ruske povijesti u 19. stoljeća, nakon Karamzinovog od 11 svezaka iz prve polovine 19. stoljeća. Kao što je Karamzinovo djelo obilježilo prvo polovicu 19. stoljeća u ruskoj historiografiji, tako je Solovjovovo delo obilježilo drugu polovicu 19. stoljeća. On pobija Karamzinov subjektivistički pristup, naročito teze o zasebnom razvoju Rusije u odnosu na europski Zapad. Solovjov uzima u obzir sličnost historijskog razvitka Rusije i Zapada, ali i naglašava specifičnosti koje daje zemljopisni položaj Rusije, dodir Europe i Azije, islama i kršćanstva.
Njegovo drugo veliko delo je objavljeno 1863. godine (godina poljskog ustanka) - Povijest pada Poljske (rus. История падения Польши).
Godine 1877., kada je izbio rusko-turski rat, izašla je njegova knjiga „Car Aleksandar I., politika i diplomacija“ (rus. Император Александр I. Политика, дипломатия).
Posebno je popularna njegova knjiga publicističkog karaktera „Javna čitanja o Petru Velikom“ (rus. Публичные чтения о Петре Великом).
Uveo je moderne istraživačke metode u rusku historiografiju po uzoru na Rankea. Povijest je shvatao prema Hegelovim koncepcijama. Za razliku od službene ruske historiografije, koja je bila prožeta plemićkom koncepcijom i sveslavenskom idejom, i državom kao glavnim pokretačem u ruskoj povijesti, on suprotstavlja misao o međusobnom utjecaju države i naroda.
Naglašavao je ulogu Rusije kao predstraže kršćanstva na istoku.